# Bahrain World Trade Center
El Bahrain World Trade Center consisteix en dues torres bessones, que ho fan un dels edificis més alts de Bahrain. Està situat a la seva ciutat cabdal, Al-Manama. Les torres tenen, cadascuna, 240 metres d'altura i 50 pisos en total. L'edifici és el primer a integrar aerogeneradors en el seu disseny. Per tal raó, el projecte ha rebut diversos premis per sostenibilitat, incloent el 2006 LEAF Awards per ‘Millor ús de la Tecnologia en un Gran Planejament’ i premi de ‘Disseny Sostenible’ del Món Àrab de la Construcció’.

## Estructura
El Bahrain World Trade Center és el primer gratacel a integrar aerogeneradors en el seu disseny. Tres ponts a la meitat de la part d'a baix i entre ambdues torres connecten cadascuna a tres grans turbines als edificis, mesurant el conjunt pont-turbina 29 metres de diàmetre. Estan orientades cap al nord, ja que en aquesta adreça el vent del Golf Pèrsic és més fort. La forma de vela als costats de cada edifici està dissenyada per actuar com un embut de vent al centre de les torres a fi de provocar que la màxima quantitat de vent circuli.
Les proves de túnel de vent a les quals van sotmetre el sistema van demostrar que els edificis creen un corrent en forma de "S", assegurant que qualsevol vent arribi en un angle de 45° a cada costat de l'eix central, la qual cosa crea un flux de vent que segueix sent perpendicular a les turbines. Això incrementa significativament el seu potencial per generar electricitat. S'espera que les turbines proveeixin a les torres del 11% al 15% del seu consum total d'energia, o, al voltant d'1,1 a 1,3 GWh per any (equival a il·luminar prop de 300 llars, 258 hospitals, 17 plantes industrials, i 33 motors dels automòbils, anualment). Les turbines van ser enceses juntes per primera vegada el 8 d'abril de 2008. S'espera que operin el 50% de les vegades.

## Ficció
El Bahrain World Trade Center va ser un lloc destacat en la pel·lícula de ciència-ficció Annihilation Earth de l'any 2009 realitzada per al canal Syfy de televisió. A]la pel·lícula, un incident amb un col·lisionador subatòmic l'any 2020 crea efectes catastròfics en el planeta Terra. Imatges generades per ordinador (CGI) s'utilitza a la pel·lícula per mostrar el col·lapse del Bahrain World Trade Center com a resultat d'un terratrèmol.